# Ridbyxor m/1872

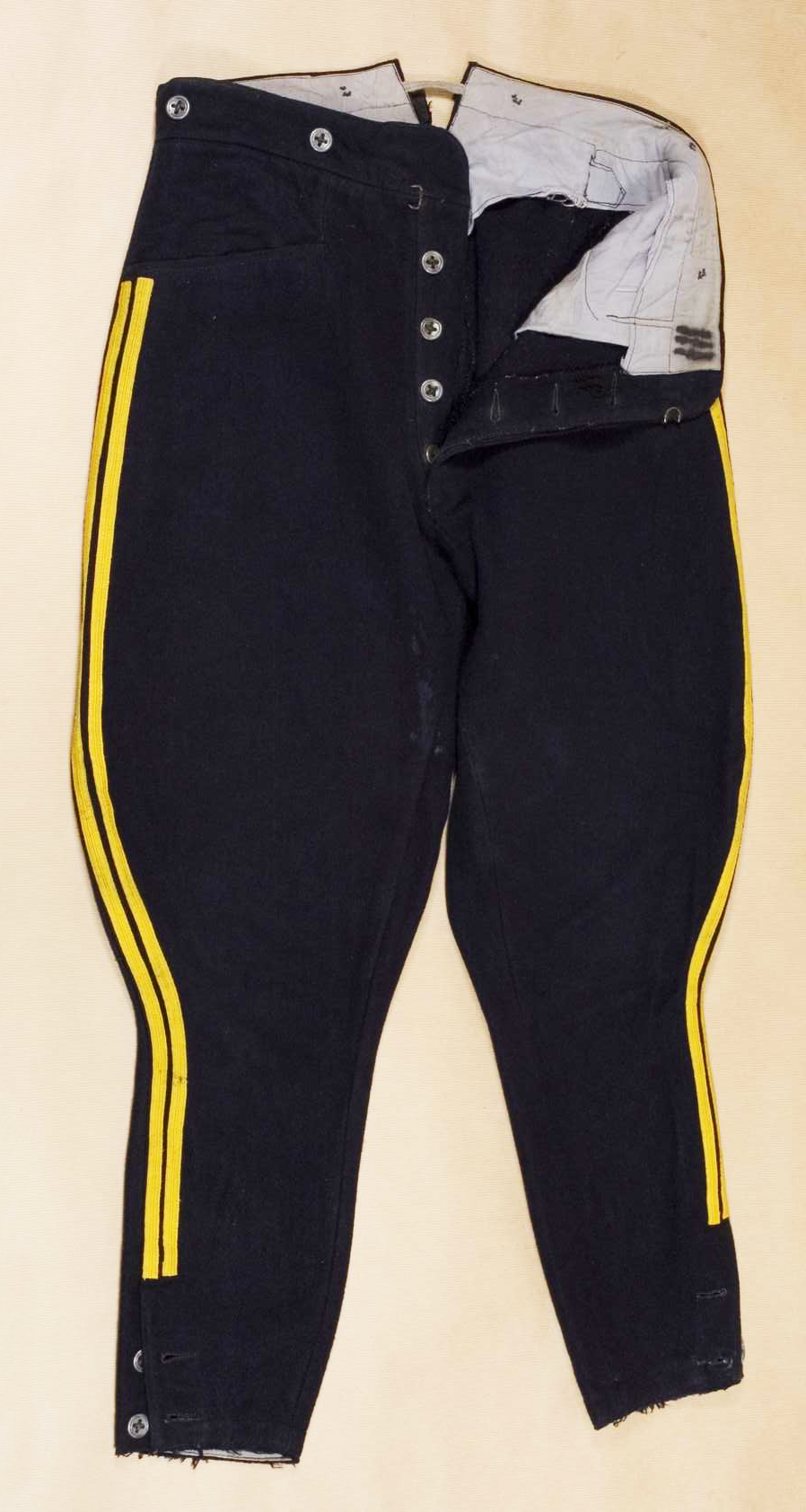
Ridbyxor m/1872 för manskap vid artilleriet.

Ridbyxor m/1886 är en ridbyxa som har använts inom försvarsmakten (dåvarande krigsmakten).

## Utseende
Ridbyxor av mörkblått kläde, yllediagonal eller ripsdiagonal (samma som vapenrocken). I yttersömmen från fickans överkant till sprundets överkant finns dubbla gula revärer för manskap vid artilleriet. Officerare vid artilleriet hade en dubbla guldgaloner och emellan dem en guldpasspoal.
Andra varianter förekommer för bland annat Fortifikationen och infanteriregementena (se bilder nedan).

## Användning
Ridbyxorna användes av artilleriet till attila m/1872 (manskap) och attila m/1873 (officerare).
Idag används ridbyxorna för artilleriet bland annat av den militärhistoriska föreningen Artilleriavdelningen i Göteborg.

## Fotografier

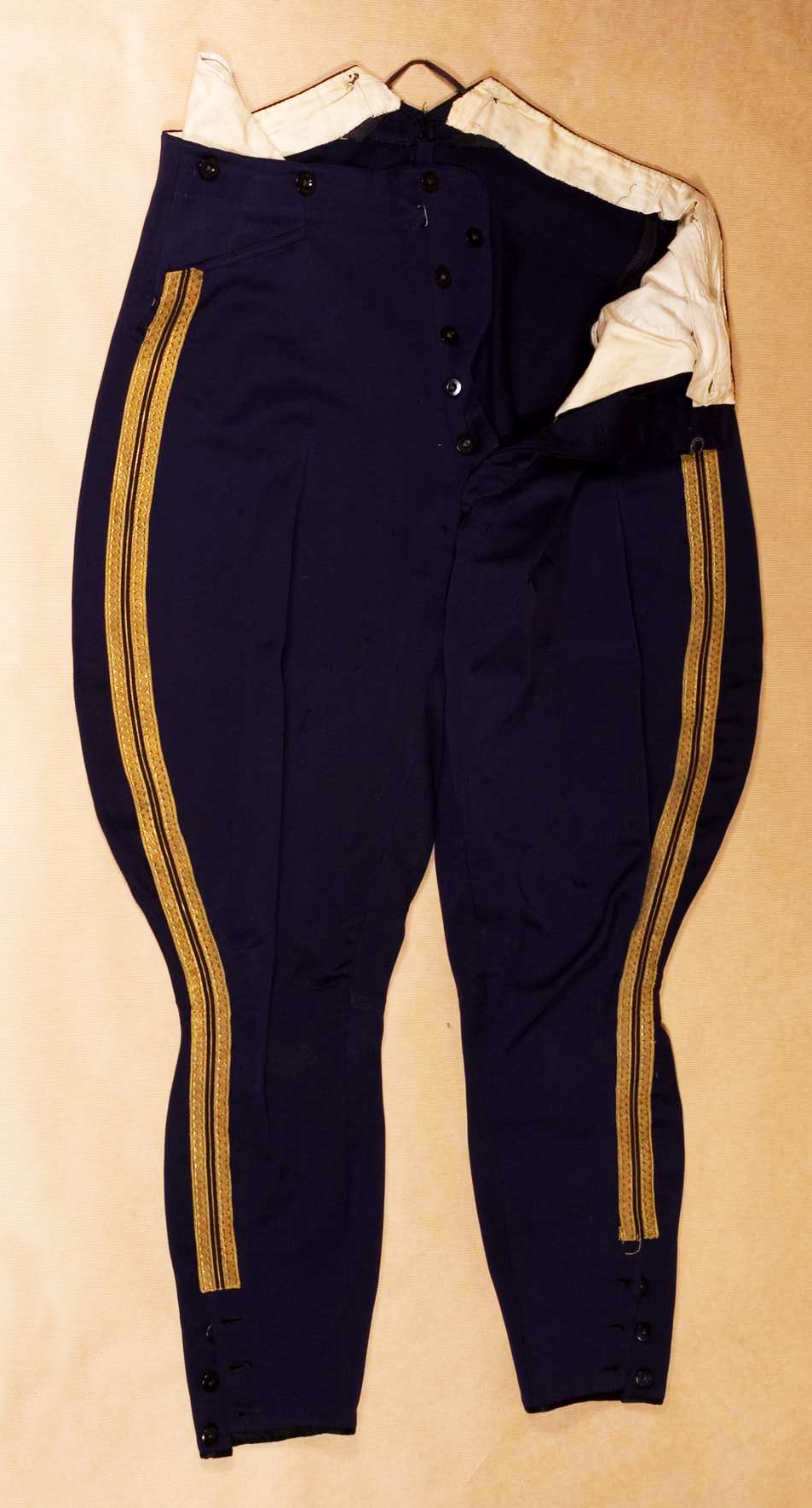
Ridbyxor m/1872 för officer vid Wendes artilleriregemente (A 3).
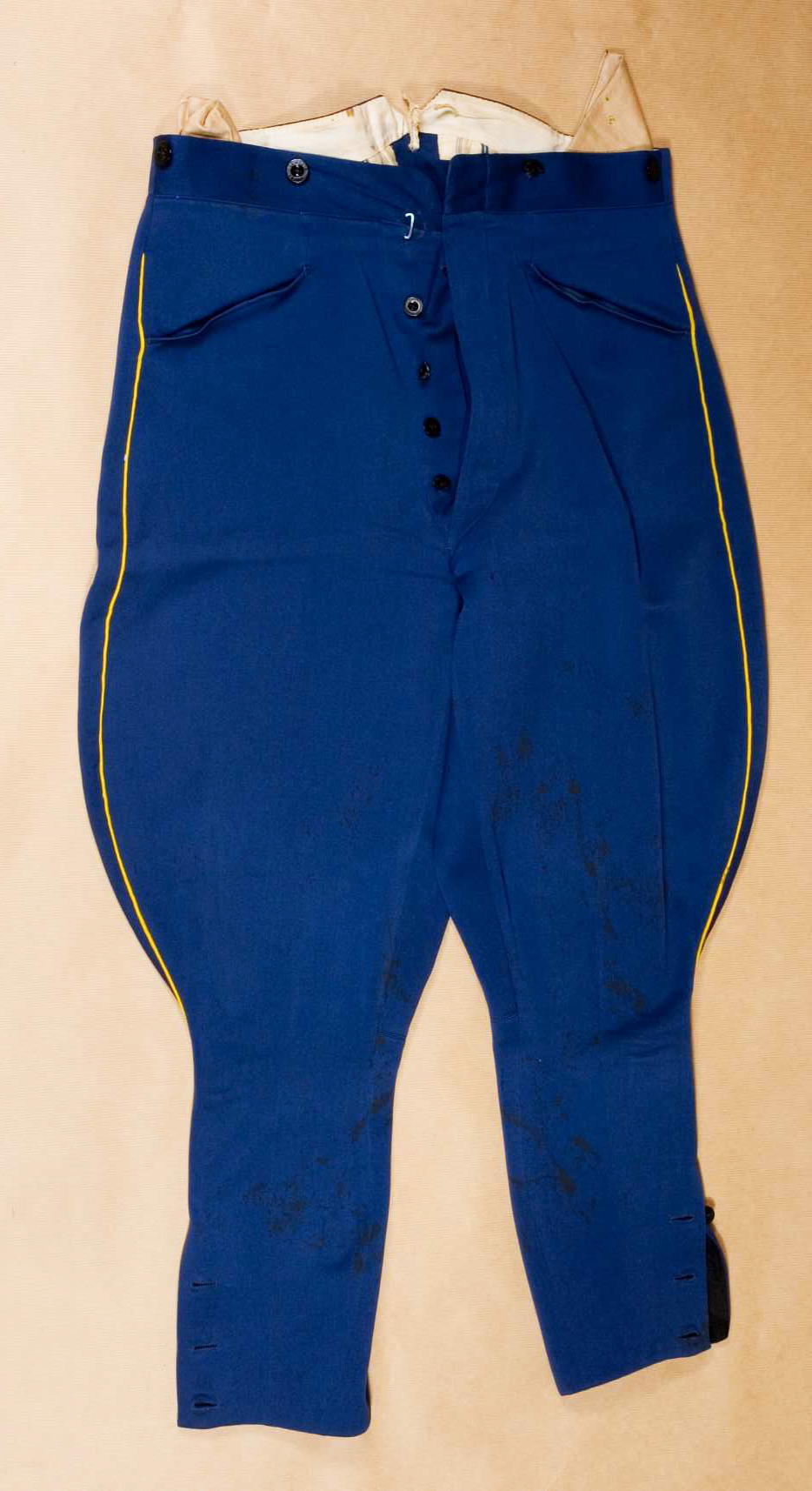
Ridbyxor m/1872 för Fortifikationen. Mellanblå med gul passpoal.
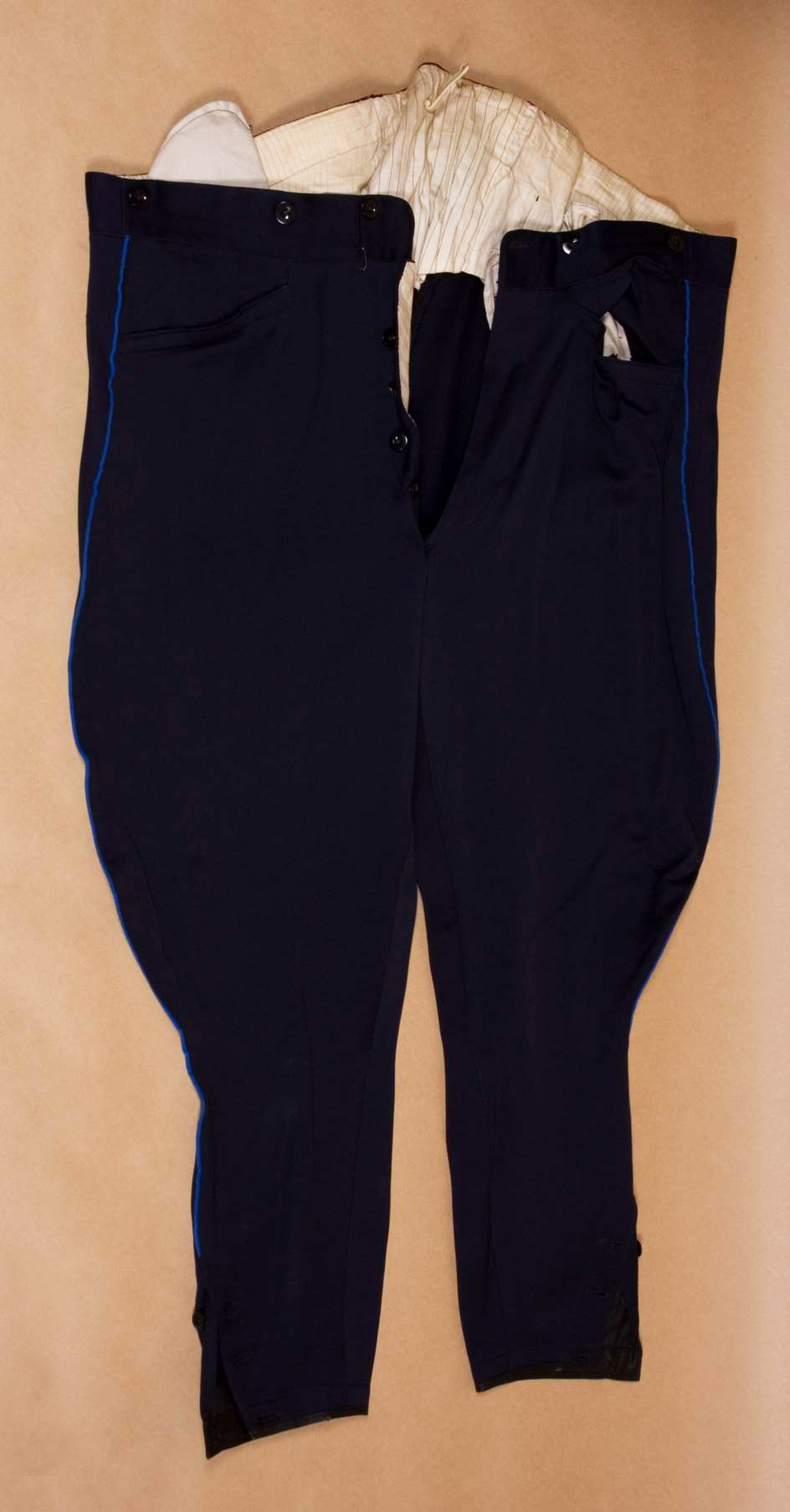
Ridbyxor m/1872 för officer vid Vaxholms grenadjärregemente (I 26). Mörkblå med ljusblå passpoal.

### Webbkällor
1. ↑  ”Digitalt Museum”. http://www.digitaltmuseum.se/. Läst 20 september 2012.